# Ducati Bipantah
Il Ducati Bipantah è un motore V4 con angolo di 90° prodotto dalla casa motociclistica Ducati nel 1981 e progettato dall'ing. Gianluigi Mengoli sotto la supervisione dell'ing. Fabio Taglioni, derivato concettualmente dall'unione di due motori bicilindrici Ducati Pantah.
Il motore non andò oltre lo stadio di prototipo e girò al banco dando ottimi riscontri, ma il progetto fu fermato alla fine del 1982 quando la VM Motori, allora proprietaria della casa bolognese, decise di non procedere alla progettazione della moto che avrebbe dovuto accoglierlo.
Fu preferito infatti il Desmoquattro al Bipantah, col primo che richiedeva pochissimi adeguamenti alla gamma allora in vendita.

## Contesto
Prototipizzato un anno prima dell'arrivo sul mercato della innovativa Honda VF750 e del suo V4 da 750 cc nel 1982, il Bipantah era il progetto su cui il direttore tecnico della casa bolognese puntava per lanciare una nuova famiglia di motociclette che assicurasse un futuro tranquillo all'azienda con ragionevoli volumi di vendita: in quel periodo il mercato mondiale delle motociclette era in una fase di contrazione e i modelli bicilindrici Ducati stavano perdendo interesse agli occhi del pubblico, pertanto Taglioni pensò che un motore completamente nuovo e diverso da quello che proponevano i giapponesi fosse di fondamentale importanza e, dopo aver fatto realizzare nel 1980 un modello in metallo e legno di un V4 a 90° con relativo telaio, fece costruire un diverso prototipo di motore, a 4 cilindri in linea.

Dello stesso avviso tecnico/commerciale era la dirigenza del settore motociclistico della BMW, che si apprestava a lanciare un innovativo motore quadricilindrico in linea (che avrebbe equipaggiato la K100) disposto longitudinalmente per differenziarsi dai giapponesi, che stavano già passando a più compatti motori da 750 cc, e riposizionarsi su una fascia di mercato superiore. Ma la VM Motori, proprietaria della Ducati dal 1978, alla luce della contrazione del mercato aveva previsto per l'azienda un futuro da fornitore di motori per aziende terze e la chiusura del ramo d'azienda che si occupava delle moto complete: alla fine del 1982 decise di fermare lo sviluppo del motore e della moto che avrebbe dovuto accoglierlo.

Intanto alla Ducati si producevano già motori diesel VM e motori Pantah che venivano forniti alla Cagiva per i suoi modelli di grossa cilindrata e gli elevati costi di industrializzazione di questa nuova famiglia di motociclette a fronte dei previsti volumi di vendita limitati che non li avrebbero ripagati spaventarono sia la dirigenza VM che i successivi proprietari, cioè proprio i fratelli Castiglioni che con la loro Cagiva rilevarono l'azienda bolognese nel maggio 1985 e decisero di effettuare nuovi investimenti per rilanciare il livello tecnico del marchio per poter competere con le case giapponesi, preferendo dopo lunghe discussioni il bicilindrico Ducati Desmoquattro al Bipantah, col primo che richiedeva pochissimi adeguamenti alla gamma allora in vendita.

## Tecnica

Motore Ducati Bipantah installato su un banco prova, privo di carburatori.

Come si può ben intendere dal nome, il Bipantah nasce dall'accoppiamento di due motori bicilindrici "a L" da mezzo litro della Ducati Pantah affiancati a condividere lo stesso albero motore e con un singolo albero a camme in testa per bancata, per formare un quadricilindrico "a L" da un litro di cilindrata totale.
Questo progetto incorporava in sé tutte le convinzioni tecniche di Taglioni e traeva origine dalla sua tesi di laurea scritta nel 1948 che riguardava un motore V4 a 90° da 250 cc: il Bipantah era il più "superquadro" (alesaggio 78mm x corsa 52mm = cilindrata 994cc) dei motori da lui concepiti, allo scopo di ridurre la lunghezza e l'altezza totale del motore per favorirne l'alloggiamento nel telaio della moto e nonostante questo esso risultava più largo di soli 100 mm del Pantah 500cc da cui derivava. Il basamento era accoppiato ai due cilindri posteriori quasi verticali uniti in un monoblocco e a due cilindri singoli anteriori posti quasi orizzontalmente: infatti essi erano tutti reclinati all'indietro di 20° per aumentare lo spazio disponibile per la ruota anteriore quando la sospensione si comprime in frenata ed erano inoltre ampiamente alettati perché Taglioni preferiva il raffreddamento ad aria per motivi termodinamici, di ingombro e di peso.
Altre caratteristiche del motore includevano le testate con distribuzione desmodromica monoalbero con comando a cinghie dentate e due sole valvole per cilindro (Taglioni non amava la distribuzione plurivalvole), riprese anch'esse dalla Pantah, i pistoni a due segmenti di tenuta (per ridurre gli attriti), l'albero motore monolitico su bronzine con le bielle accoppiate sui due perni di biella e quattro carburatori Dell'Orto da 40mm montati al centro della V su lunghi collettori.
Il progettista dichiarava che il Bipantah aveva prodotto al banco una potenza di 105 CV a 9500 giri/min alla ruota e una spinta sostenuta a partire dai 3000 giri/min in una configurazione di scarichi e assi a camme che permettessero di rispettare tutte le norme antirumore vigenti all'epoca, mentre aveva raggiunto 132 CV a 11.000 giri/min in una configurazione "da corsa", a scapito della spinta ai medi, che si faceva sentire solo dai 6000 giri/min e si prevedeva di raggiungere i 150 CV in gara mediante l'uso dell'iniezione elettronica al posto dei carburatori.